# Ants Laaneots

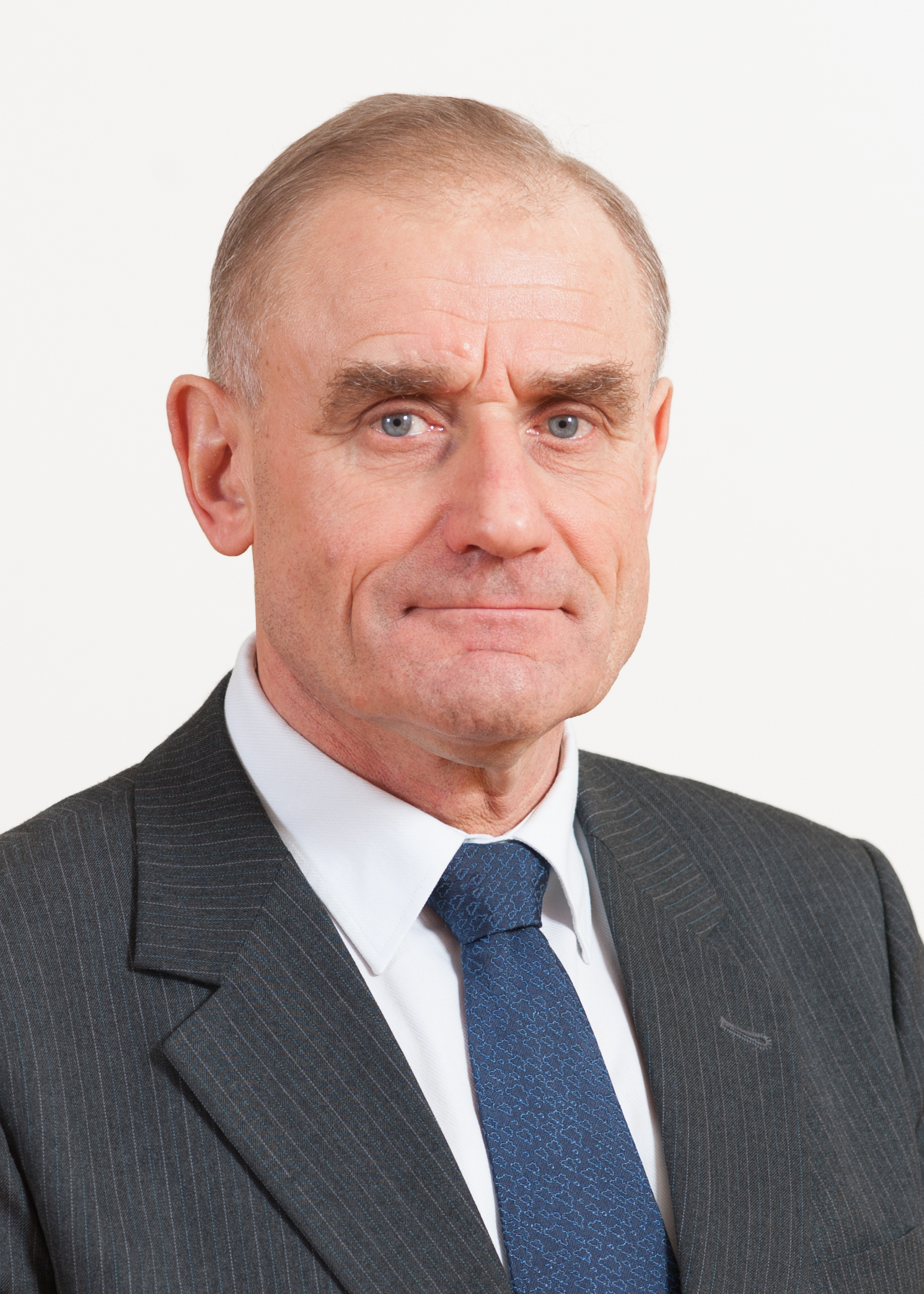
Ants Laaneots (2015)

Ants Laaneots (* 16. Januar 1948 in Kilingi-Nõmme, Estnische SSR, Sowjetunion) ist ein ehemaliger estnischer General. Er war von 2006 bis 2011 Befehlshaber der estnischen Streitkräfte und danach (bis 2014) Berater von Premierminister Andrus Ansip. Von 2015 bis 2024 war er Abgeordneter im estnischen Parlament.

## Leben
Ants Laaneots wurde im Südwesten der Estnischen Sozialistischen Sowjetrepublik geboren. Im Jahr 1949 wurde seine Familie nach Sibirien deportiert, wo seine Mutter 1952 starb. Im Jahr 1958 durfte er mit Onkel und Tante nach Estland zurückkehren. Bis zu seinem Schulabschluss im Jahr 1965 besuchte Laaneots die Sekundarschule seiner Geburtsstadt.

### Militärische Laufbahn
Beförderungen
sowjetische Streitkräfte
- Leutnant (1970)
- Oberleutnant (1973)
- Hauptmann (1975)
- Major (1979)
- Oberstleutnant (1982)
- Oberst (1987)

estnische Streitkräfte
- Oberst (1992)
- Generalmajor (1998)
- Generalleutnant (2008)
- General (2011)

Im Jahr 1966 trat er in die Sowjetarmee ein. Nach Abschluss seiner Offiziersausbildung in Charkiw war er ab 1970 in verschiedenen Positionen bei der Panzertruppe im In- und Ausland tätig. Dazu zählten unter anderem Verwendungen als Stabschef des 76. Panzerregiments (1981–1982), Kommandant des 180. Panzerregiments (1982–1983) oder als Militärberater in Äthiopien (1987–1989).
Nachdem Estland seine Unabhängigkeit zurückerlangt hatte, schloss sich Laaneots 1991 den wieder aufgestellten Streitkräften seines Heimatlandes an. Dort war er in den nächsten Jahren in verschiedenen Führungspositionen tätig und besuchte zur Weiterbildung mehrere Militärschulen im westlichen Ausland. Im Jahr 1998 wurde er zum Generalmajor befördert. In den Jahren 2001 bis 2006 war er Kommandant der estnischen Militärakademie. Nach dieser Tätigkeit wurde er, als Nachfolger von Tarmo Kõuts, zum militärischen Befehlshaber der estnischen Streitkräfte ernannt. In diesem Amt wurde er 2008 zum Generalleutnant und 2011 zum General befördert.

### Tätigkeit in der Politik
Bereits als er in den 1990er Jahren kurzzeitig zur militärischen Reserve gehörte, begann sich Ants Laaneots in der Lokalpolitik in Tartu zu engagieren. So saß er dort bereits zwischen 1996 und 1997 im Stadtrat (danach nochmals von 2013 bis 2015 und seit 2017).
Nach dem Ende seiner fünfjährigem Amtszeit als Befehlshaber der Streitkräfte wurde Laaneots Berater von Premierminister Andrus Ansip für Fragen der nationalen Verteidigung. Mit dem Rücktritt von Ansip im Jahr 2014 endete diese Tätigkeit.
Bei der Parlamentswahl 2015 trat er als Kandidat der Reformpartei (Eesti Reformierakond), der er 2014 beigetreten war, an und schaffte es fast 6.000 Wählerstimmen zu erringen. Seitdem sitzt er als Abgeordneter für diese im estnischen Parlament (Riigikogu). Bei der folgenden Wahl 2019 konnte er allerdings nur noch gut 3.000 Stimmen auf sich vereinen. Zuletzt gelang ihm 2023 mit 1.869 Stimmen die erneute Wiederwahl. Im Juni 2024 erklärte seinen altersbedingten Rückzug aus dem Riigikogu und gab sein Abgeordnetenmandat auf.

### Privates
Ants Laaneots ist verheiratet und Vater zweier erwachsener Kinder (ein Sohn und eine Tochter) sowie vierfacher Großvater. Neben seiner Muttersprache spricht er fließend Englisch und Russisch.

## Auszeichnungen
Ants Laaneots ist u. a. Träger folgender bedeutender Ehrungen:
|  | II. Klasse des Ordens des Adlerkreuzes (2000)                 |
|  | Kommandeur mit Stern des Ordens des Löwen von Finnland (2007) |
|  | Kommandeur 1. Klasse des Nordsternordens (2011)               |
|  | Commander Legion of Merit (2012)                              |
|  | I. Klasse des Ordens des Adlerkreuzes (2012)                  |

(Quelle: 101 Biographies - The 13th Riigikogu)